# Caso de manutención infantil de Matt Dubay
El caso de manutención infantil de Matt Dubay fue un caso legal entre Matt Dubay y Lauren Wells, ambos de Saginaw, Míchigan, Estados Unidos, llamado Dubay vs Wells. El caso fue apodado "Roe v. Wade para los hombres" por el Centro Nacional para los Hombres. El caso se refería a si la Ley de Paternidad de Míchigan, que no obliga a las mujeres a la manutención de sus hijos, viola la Cláusula sobre Protección Igualitaria de la Constitución de los Estados Unidos, en el sentido de que la Ley se aplica en desventaja para los hombres y en ventaja para las mujeres.
El 9 de marzo de 2006, el Centro Nacional para Hombres impugnó la orden de manutención infantil en el Tribunal de Distrito. El fiscal general de Míchigan hizo una moción para que se desestimara el caso y, el 17 de julio de 2006, el juez del Tribunal de Distrito David M. Lawson aceptó el pedido y desestimó la demanda de Dubay.Dicha decisión fue apelada pero luego mantenida por distintos tribunales de diferentes instancias.

## Historia
En el otoño de 2004, Dubay y Wells se involucraron en una relación romántica. Dubay afirmó en documentos judiciales que informó a Wells que no tenía interés en convertirse en padre. Dubay también afirmó en documentos judiciales que, en respuesta, ella le dijo que era estéril y que, como una capa adicional de protección, ella le dijo que estaba usando anticonceptivos.
La relación entre las partes más tarde se deterioró. Poco después, Wells informó a Dubay que estaba embarazada. Ella eligió llevar el embarazo a término y el niño nació en una fecha no especificada en 2005. Dubay afirmó en los documentos judiciales que constantemente le dijo a Wells que no quería ser padre, durante todo el embarazo y después del embarazo.

## Cuestiones involucradas en el caso
El abogado de Dubay basó su argumentación para el caso en si las leyes de manutención infantil de Míchigan se aplican a hombres y mujeres por igual. En el caso de que no se aplicaran por igual (a entender del abogado y Dubay), se violaría la protección igualitaria. Jeffrey Cojocar, el abogado de Dubay, sostuvo que Míchigan no obliga a las mujeres a hacer pagos de manutención infantil para los niños que no quieren mantener y, por lo tanto, los hombres tampoco deberían tener que hacerlo.
El argumento formulado por el Estado de Míchigan, así como por la Organización Nacional de Mujeres y la Asociación para los Niños para la Ejecución de la Manutención, fue que las necesidades del niño para recibir apoyo de ambos padres superan cualquiera de las circunstancias que rodean el nacimiento.
El argumento de por qué el caso fue paralelo al fallo de Roe v. Wade del Tribunal Supremo de los Estados Unidos fue que en el caso de Roe v. Wade, se decidió que las mujeres tienen la capacidad de rechazar la maternidad en caso de un embarazo no deseado. Se afirmó que este caso se trataba de dar a los hombres la misma elección reproductiva, al ofrecerles la posibilidad de un «aborto financiero».

## Acción legal
El 9 de marzo de 2006, el Centro Nacional para Hombres impugnó la orden de manutención infantil en el Tribunal de Distrito. El fiscal general de Míchigan hizo una moción para que se desestimara el caso y, el 17 de julio de 2006, el juez del Tribunal de Distrito David M. Lawson aceptó el pedido y desestimó la demanda de Dubay.
El Centro Nacional para Hombres apeló el caso ante el Tribunal de Apelaciones del Sexto Circuito de los Estados Unidos el 14 de mayo de 2007. Los argumentos orales comenzaron el 10 de septiembre de 2007 y, en noviembre, el tribunal de apelaciones confirmó la decisión del Tribunal de Distrito, destacando el precedente que dice que " la Decimocuarta Enmienda no niega a [el] Estado la facultad de tratar a diferentes clases de personas de diferentes maneras ".
En su desestimación del caso, el Tribunal de Apelaciones de los Estados Unidos (Sexto Circuito) declaró que:

La afirmación de Dubay de que el derecho de un hombre a rechazar la paternidad sería análogo al derecho de una mujer al aborto se basa en una falsa analogía. En el caso de un padre que busca renunciar a la paternidad y, por lo tanto, evitar las obligaciones de manutención de los hijos, el niño ya existe y el Estado, por lo tanto, tiene un interés importante en proporcionar su apoyo.

El Centro Nacional para Hombres le pidió a Dubay que apelara el caso ante la Corte Suprema de los Estados Unidos, pero Dubay se negó.